# Életminőség
Az életminőség fogalma a szociális tudományos életben először az 1940-es, 1950-es években került elő. Az első leírások az életminőséget az objektív élethelyzet és annak szubjektív értékelése közötti kongruencia mutatójaként értelmezték, amely az elvárások és a tényleges élethelyzet összehasonlítását tükrözi. A medicinában az életminőségi szempontok megjelenését az Egészségügyi Világszervezet 1946-os egészségdefiníciója alapozta meg, mely a biológiai tényezők mellett az egészség pszichoszociális dimenzióira is nagy hangsúlyt helyezett. 
A WHO megfogalmazásában az életminőség : "az egyén észlelete az életben elfoglalt helyzetéről, ahogyan azt életterének kultúrája, értékrendszerei, valamint saját céljai, elvárásai, mintái és kapcsolatai befolyásolják. Szélesen értelmezett fogalom, amely bonyolult módon magába foglalja az egyén fizikai egészségét, pszichés állapotát, függetlenségének fokát, társadalmi kapcsolatait, személyes hitét, valamint a környezet lényeges jelenségeihez fűződő viszonyát."
Az életminőség mutatói közé tartozhat a biztonságos környezet, biztos jövedelem, tisztelet, szeretet, szabadság, spiritualitás, jelentés és célok megtalálása. Ezen felül azonban, alapvetően az életminőség egy sokoldalú komplexum, amely több életterületre is kiterjed, mint például a fizikai, kognitív, érzelmi és társas működésre, a fájdalomra, a szexuális működésre, az egészséggel kapcsolatos percepciókra, illetve a hányinger és más percepciók érzékelésére.
Alapvető elv, hogy az életminőség az ember saját, szubjektív becslése.

## Általános életminőség
A szakirodalom nem ad számunkra megfelelő teoretikus elméletet, inkább a boldogság és hasonló fogalmakkal foglalkozik. Akik az életminőség fogalmát célozták meg feldolgozni, különböző szemszögből, más és más aspektust helyeznek előtérbe, amikor egy elméleti háttért próbálnak megalkotni.
Általános egyetértés van abban a tekintetben, hogy az életminőséget – amennyiben lehetséges – az érintett személytől kapott információk alapján kell megítélni. Az életminőség-kutatásokban a betegektől nyert információkat előnyben részesítik a külső megítélő – pl. az orvos, az ápoló vagy a családtag – értékelésével szemben.

## Egészséggel kapcsolatos életminőség
Az egészség és betegség kontextusában használt életminőség-fogalomnak is több meghatározása lehetséges. Vannak, akik szerint az egészséggel kapcsolatos életminőség úgy definiálható, mint a beteg által szubjektíve megélt működési szint, amit a betegségével és annak kezelésével hoz összefüggésbe.
Bullinger és munkatársai (2000) szerint az egészséggel kapcsolatos életminőség látens konstruktum, mely a jóllét és a cselekvőképesség pszichés, szociális és szomatikus dimenzióit írja le, s amely a beteg emberek mindennapi tapasztalatát tükrözi.

## Életminőség alternatív megközelítései
Calman (1984) szerint az életminőség azt mutatja, hogy a valós és a jelenlegi állapot mennyire áll távol az elvárásoktól és a reményektől.
Hunt és McKenna (1992) úgy fogalmaz, hogy az életminőség inkább azt jelenti hogy az egyén mennyire képes és mennyi kapacitása van a szükségletei kielégítésére, beleértve az identitást, az önértékelést, a szeretetet, a biztonságot, a kreativitást, az alapszükségleteket, az alvást és így tovább.
Kahn és Juster (2002) egyszerűbben fogalmaz. Szerintük az életminőség csak annyit jelent, hogy az egyén mennyire érzi jól magát, illetve hogy mennyire elégedett az életével.

## Életminőség alapvető dimenziói
A klinikai kutatásokban leggyakrabban az operacionális életminőség modellt használják. A modell alapfeltevése, hogy az életminőséget általában néhány alapvető közös dimenzióalapján jó közelítéssel meg tudjuk határozni. A legtöbb szerző egyetért abban, hogy az egészséggel kapcsolatos életminőség leírása során testi, pszichés valamint szociális szempontokat kell figyelembe venni, amelyeket időnként a testi funkcióképesség dimenziójával egészítenek még ki. Az életminőség további területeinek tekinthetők még a szexualitás, a testkép és az anyagi helyzet is. A dimenziók kidolgozásáról Küchler és Bullinger (2000) értekezését érdemes szem előtt tartani, akik 5 dimenziót különítettek el.

### Testi szint
Általános testi panaszokat, betegségtüneteket értünk ezalatt.

### Pszichés szint
Érzelmi, kognitív és viselkedéses aspektusok tartoznak ehhez a szinthez.

### Interperszonális szint
A kialakított kapcsolatok megélése, szubjektív értékelése.

### Szociökonómiai szint
A munka, az életkörülmények, illetve az anyagi helyzet tartozik ehhez a szinthez.

### Spirituális szint
Vallásosság, spirituális világ megélése és a morális értékek, amik dominálnak ezen a szinten.

## Mérése
SF-36 generikus életminőség kérdőívvel. A kérdőív 8 skálából áll, két föléjük rendelt dimenzióval.

### Dimenziói, skálái
1. Testi egészség skálái: testi funkció (10 tétel), testi szerepfunkció (4 tétel), testi fájdalom (2 tétel), általános egészség (5 tétel)
2. Lelki egészség skálái: vitalitás (4 tétel), szociális funkció (2 tétel), érzelmi szerepfunkció (3 tétel), pszichés jóllét (5 tétel)